# San Martín de Losa
San Martín de Losa es una localidad del municipio burgalés de Valle de Losa, en la Comunidad Autónoma de Castilla y León (España). 
La iglesia está dedicada a san Vicente mártir.

## Localidades limítrofes
Confina con las siguientes localidades:
- Al noreste con Villacián.
- Al sureste con Villalambrús.
- Al oeste con Villaluenga y San Llorente.
- Al noroeste con Teza de Losa y Lastras de Teza.

## Demografía
Evolución de la población

## Villa Romana de los Casarejos
Se trata de una residencia construida a mediados del siglo IV, con un alto nivel de vida por parte de sus antiguos moradores. Esto lo demuestran sus bellos y equilibrados mosaicos, y sus lujosos baños termales. La excavación la comenzaron a llevar a cabo arqueólogos contratados por la Junta de Castilla y León durante las épocas de verano, esto desde la década de los 1970´s.
Los restos de esta villa se ubican cerca de la carretera que cruza el Valle de Losa, en el término de Los Casarejos, se excavó, en 1975, una villa romana, donde apareció un gran mosaico, sobre hipocaustum, decorado con temas geométricos y figurados.
El campo del mosaico está decorado con una composición de octógonos adyacentes oblicuos, tratados en meandro de esvástica trazada mediante dos líneas de damero de triángulos rectángulos en dientes de sierra que se utiliza también como marco. En el centro llevaba un cuadrado de 3`40 metros de lado, realizado del mismo modo que el resto del esquema, un filete dentado y otro negro. 
El emblema está decorado con un círculo, un cuadrado inscrito y una corona de laurel, entrelazados entre sí por trenzado de dos cabos. En dos de sus ángulos se colocaron figuras de cráteras. La que se apareció mejor en la excavación llevaba en su boca dos palomas bebiendo, mientras que la otra está muy estropeada.
En los otros ángulos se representaba un delfín devorando a un pez y delfines nadando. Sobre el fondo aparecen teselas negras dispuestas en forma de S que representan el agua y una figura similar a una cruz esvástica.
Los octógonos que constituyen el esquema se decoraron con tres series de motivos:
a) Geométricos: con entrelazados de nudos de Salomón, esterilla, postas en torno a un círculo y entrelazados de diferentes tipos.
b) Vegetales, con sarmientos de vid con sus hojas y racimos y varias rosetas diferentes: con ocho pétalos peltiformes de dos tamaños alternados, con ocho pétalos fusiformes y ocho trífidos, o florones de cuatro pétalos. Alguno de estos motivos van dentro de coronas de laurel.
c) Animalísticos en los espacios restantes se representan peces reales -delfines, salmonetes, congrio o anguila- o combinaciones de animales terrestres con cola de pez. Algunos de ellos capturan a peces menores y otros sencillamente nadan en el agua que se representaba mediante líneas de teselas negras en S. En estas representaciones se incluyeron palomas, aves acuáticas, y una caracola alargada de la que sale un pez anguiforme o un gusano. Los peces son frecuentes desde los primeros siglos del imperio en Hispania, constituyendo escenas polícromas de tradición helenística o en composiciones bicromas, siguiendo la moda italiana. Tanto en blanco y negro como en color, es frecuente hallarlos formando parte de escenas totalmente marinas, o de carácter mitológico. Menos corriente es verlos representados dentro de los compartimentos de un mosaico, tratados como un motivo decorativo más, tal como se realizan en San Martín de Losa.
Como se ha dicho el estudio del yacimiento y los materiales utilizados en él permiten fecharlo entre la segunda mitad del siglo IV o comienzos del V. 
En 1984 y 1985 se continuaron las excavaciones, apareciendo nuevos mosaicos de las mismas características. Todos ellos fueron arrancados y consolidados.
Uno de los principales investigadores de este sitio fue el profesor José Antonio Abasolo.
Existen otras villas sin excavar en el Valle de Losa como son las de: Villalba, Berberana, San Llorente, Rio y Villaventín (de esta última procede el sarcófago existente en el Museo Arqueológico Provincial de Burgos). No es de extrañar la existencia de otras a lo largo de la antigua calzada que atravesaba el valle desde Berberana hasta El Ribero.
| Gráfica de evolución demográfica de San Martín de Losa entre 2000 y 2017 |
|                                                                          |
| Población de derecho (2000-2017) según el padrón municipal del INE       |